# NGC 3336
NGC 3336 é uma galáxia espiral barrada (SBc) localizada na direcção da constelação de Hydra. Possui uma declinação de -27° 46' 38" e uma ascensão recta de 10 horas, 40 minutos e 16,8 segundos.
A galáxia NGC 3336 foi descoberta em 24 de Março de 1835 por John Herschel.